# Mustapha Benfodil
 (septembre 2019).
Si vous disposez d'ouvrages ou d'articles de référence ou si vous connaissez des sites web de qualité traitant du thème abordé ici, merci de compléter l'article en donnant les références utiles à sa vérifiabilité et en les liant à la section « Notes et références ».
 (mars 2023).
La mise en forme du texte ne suit pas les recommandations de Wikipédia : il faut le « wikifier ».
Les points d'amélioration suivants sont les cas les plus fréquents. Le détail des points à revoir est peut-être précisé sur la page de discussion.
- Les titres sont pré-formatés par le logiciel. Ils ne sont ni en capitales, ni en gras.
- Le texte ne doit pas être écrit en capitales (les noms de famille non plus), ni en gras, ni en italique, ni en « petit »…
- Le gras n'est utilisé que pour surligner le titre de l'article dans l'introduction, une seule fois.
- L'italique est rarement utilisé : mots en langue étrangère, titres d'œuvres, noms de bateaux, etc.
- Les citations ne sont pas en italique mais en corps de texte normal. Elles sont entourées par des guillemets français : « et ».
- Les listes à puces sont à éviter, des paragraphes rédigés étant largement préférés. Les tableaux sont à réserver à la présentation de données structurées (résultats, etc.).
- Les appels de note de bas de page (petits chiffres en exposant, introduits par l'outil «  Source ») sont à placer entre la fin de phrase et le point final[comme ça].
- Les liens internes (vers d'autres articles de Wikipédia) sont à choisir avec parcimonie. Créez des liens vers des articles approfondissant le sujet. Les termes génériques sans rapport avec le sujet sont à éviter, ainsi que les répétitions de liens vers un même terme.
- Les liens externes sont à placer uniquement dans une section « Liens externes », à la fin de l'article. Ces liens sont à choisir avec parcimonie suivant les règles définies. Si un lien sert de source à l'article, son insertion dans le texte est à faire par les notes de bas de page.
- La présentation des références doit suivre les conventions bibliographiques. Il est recommandé d'utiliser les modèles {{Ouvrage}}, {{Chapitre}}, {{Article}}, {{Lien web}} et/ou {{Bibliographie}}. Le mode d'édition visuel peut mettre en forme automatiquement les références.
- Insérer une infobox (cadre d'informations à droite) n'est pas obligatoire pour parachever la mise en page.

Pour une aide détaillée, merci de consulter Aide:Wikification.
Si vous pensez que ces points ont été résolus, vous pouvez retirer ce bandeau et améliorer la mise en forme d'un autre article.
Mustapha Benfodil (en arabe :  مصطفى بن فضيل), né le 7 novembre 1968 à Relizane, est un écrivain, poète, dramaturge et journaliste algérien.

## Biographie
Mustapha Benfodil est né le 7 novembre 1968 à Relizane. Il est, cependant, originaire d'Ath Eurvah, le village du grand dramaturge Mohya (près d'Ath Yenni, en Haute-Kabylie). Après la mort de son père Mohamed-Salah Benfodil le 11 juin 1976, sa famille s'installe à Boufarik. Titulaire d’un bac Maths (1987) et d’un bac Lettres (1990), Mustapha Benfodil a d’abord entamé des études de mathématiques à l’Université des Sciences et de la Technologie Houari Boumediiène (USTHB, Bab-Ezzouar). Passionné d'astronomie, il adhère au club d'astronomie "Astrolabi" de Boufarik peu après sa création en 1981. Il voulait devenir astrophysicien, mais il déchante très vite et se lance dans des études de
journalisme (Institut des Sciences de l’Information de Ben Aknoun, Alger) dont il sort major de sa promotion (1994). Habité dès sa prime enfance par la littérature, il écrit d’abord des aphorismes, de la poésie, des nouvelles, des contes, ainsi que des romans qui resteront majoritairement inédits. Ses poèmes seront publiés par à-coups dans diverses revues, essentiellement à l'étranger. Son poème A la santé de la République !, écrit en hommage à l’écrivain Tahar Djaout, assassiné le 26 mai 1993, lui vaut
le Prix spécial du Jury lors des 5es Poésiades de Béjaïa (août 1993). En septembre 2000, il fait partie de l’une des premières fournées des toutes nouvelles éditions Barzakh chez qui il publie son premier roman : Zarta ! (Alger, septembre 2000), roman au ton impertinent et jubilatoire écrit durant son service militaire (1997-1998). Une première. En juin 2003, il publie son deuxième roman, Les Bavardages du Seul (Barzakh, 2003), un texte à la narration complexe, onirique et baroque qui remporte le prix du meilleur roman lors du premier Festival du Roman d’Alger (Mohammadia, 2004). En 2007, il publie son troisième roman : Archéologie du chaos [amoureux] (Barzakh, 2007 ; Al Dante, Marseille, 2012), un roman éclaté qui se veut une exploration de l’underground algérois et du potentiel révolutionnaire de l’art.
En tant que dramaturge, Mustapha Benfodil est l’auteur d’une dizaine de pièces de théâtre. Ses premiers textes : Zizi dans le métro, Ça va merder à l’Élysée, Le Tigre/Dijla, H., Papa c’est quoi un faux barrage ?... furent principalement le fruit d’un précieux compagnonnage avec le metteur en scène Mustapha Aouar, directeur de la
compagnie Gare-Au-Théâtre, basée à Vitry-sur-Seine. Par la suite, l’auteur a signé quatre pièces majeures. D’abord, Clandestinopolis (parue chez l’Avant-Scène Théâtre, Paris, 2008), écrite à l’issue d’une résidence d’écriture à Anvers (Belgique) sous l’égide d’Écritures Vagabondes, dirigée par Monique Blin, ancienne directrice du théâtre des Amandiers à Nanterre. La pièce traite, dans un mélange d'humour noir et de gravité (marque de fabrique de l'auteur), de la montée de l'extrême-droite en Europe à travers le destin d'Hippolyte Wetters. Ce dernier est décrit sous les traits d'un responsable du Vlaams Belang, parti d'extrême-droite flamand, dont la fille s'amourache de Slimane, un "clando" algérien, ex-stewart de la compagnie Khalifa Airways (qui avait crashé en même temps que le tycoon Abdelmoumen Khalifa). La pièce sera jouée dans plusieurs théâtres et festivals : au Théâtre du Rond-Point à Paris (mise en scène de Christophe Lidon), en juin 2006 lors des Journées Beaumarchais ; mise en lecture au festival d’Avigon Off par le comédien Denis Lavant à La Chapelle du Verbe Incarné dans le cadre du cycle « Un Texte », de la SACD. Elle sera par ailleurs mise en espace au CDN de Saint-Étienne par Jean-Claude Berrutti
(janvier 2007), au festival « Regards Croisés » de Grenoble (juin 2007, mise en lecture de Bernard Garnier) ainsi qu’au festival La Mousson d’été (août 2007, mise en scène de Eric Lehembre). Enfin, Clandestinopolis a été officiellement créée en 2011 par la compagnie A L’Affût  à L’Aktéon Théâtre , à Paris. Mise en scène : Nour Jlassi. L’une de ses nouvelles, « Paris-Alger classe enfer » (L’Aube/Barzakh, 2003) a été mise
en lecture par l’humoriste Fellag à la Maison de la culture de Bobigny (MC 93) en mars 2004 et par l’ancien administrateur de la Comédie Française Marcel Bozonnet au festival des Francophonies en Limousin (Limoges, septembre 2007). De janvier à mars 2007, l’auteur a été en résidence à la Cité Internationale des Arts, à Paris, sous l’égide de l’Aneth (Aux nouvelles écritures théâtrales, dirigées par Mireille Davidovici), sur une proposition de l’écrivain Mohamed Kacimi. Il y écrit une pièce, « Les Borgnes ou Le Colonialisme intérieur brut» qui sera développée au Festival des Francophonies en Limousin de Limoges où il était accueilli en résidence à l’été 2008 moyennant une bourse du Centre national du Livre. Les Borgnes fera l’objet d’une collaboration avec le musicien Amazigh Kateb lors d’une étape de création à Aix-en-provence (octobre 2010) sous la conduite du metteur en scène Kheireddine Lardjam. En avril 2009, la pièce est programmée au festival Jamais Lu, à Montréal. Les Borgnes sera créée le 12 janvier 2012 à l’ARC-Scène nationale du Creusot par la compagnie El Ajouad, dans une mise en scène de
Kheireddine Lardjam. Dans la distribution figure le célèbre comédien Sid-Ahmed Agoumi
dans le rôle de Salah Bensamed, un ancien maquisard au tempérament impétueux, torturé par les parachutistes français puis par ses propres frères d’armes après l’Indépendance. L’auteur enchaîne par une autre pièce écrite lors d’une traversée mouvementée à bord d'un petit voilier, de Annaba à La Sardaigne, en septembre 2009, à l’occasion d’une résidence d’écriture en mer à l’initiative d’Emilie Petit et Attilio Schieppati (projet Moutawasset). La pièce qui aborde la thématique des harraga, les migrants par voie de mer, est intitulée : De mon hublot utérin je te salue humanité et te dis blablabla. Après avoir été mise en espace par le chorégraphe Thierry Niang (Novembre 2009, festival Les
Rencontres à l’Échelle, Friche de la Belle de Mai, Marseille), la pièce sera créée officiellement le 8 mars 2011 au théâtre des Salins - Scène nationale de Martigues, par la compagnie L’Orpheline est une épine dans le pied. Mise en scène : Julie Kretzschmar.
À l’été 2012, Mustapha Benfodil écrit Le Point de vue de la Mort, pièce dont l'action se passe dans la morgue d'une petite bourgade du Sud algérien dénommée Balbala. La pièce est inspirée du drame des personnes qui s'immolent par le feu (thème qu’il avait
traité auparavant au travers d’une longue enquête pour El Watan sous le titre : Voyage dans l’Algérie des Immolés, publiée les 30 et 31 janvier 2012). Il s’agit d’une commande de la compagnie El Ajouad dirigée par le metteur en scène Kheireddine Lardjam. Elle est créée le 17 avril 2013 au festival D-CAF( Down Town Contemporary Arts Festival), au Caire, sous le titre End/Igné. Elle se pose ensuite pour un mois en Avignon Off
(La Manufacture, juillet 2013) avant de tourner un peu partout, principalement en France (dont une semaine au Théâtre de l’Aquarium - La Cartoucherie de Vincennes, en septembre 2014). La pièce a été publiée aux éditions Al Dante, en France, sous le titre : Le Point de vue de la Mort (2013).
Mustapha Benfodil a été invité pour participer à la 10e Biennale d’art
contemporain de Sharjah (Émirats arabes unis, 16 mars-16 mai 2011). Il a présenté à cette occasion une installation intitulée « Maportaliche/It has no importance » (23 mannequins sans tête campant une parodie de match de football avec des textes imprimés de l’auteur sur les t-shirts des joueurs, leurs maillots étant floqués des noms de ses personnages de romans et de théâtre). Considérée comme blasphématoire, cette œuvre sera censurée et retirée de la biennale sur ordre du gouverneur de Sharjah, le cheikh Soltane
Bin Mohammed Al Qassimi. Jack Persekian, le directeur de la biennale, est limogé dans la foulée pour avoir autorisé cette œuvre jugée subversive. L’affaire provoque un scandale international. En juillet 2016, Mustapha Benfodil a pu exposer Maportaliche au Carreau du Temple, à Paris, à l'invitation de sa codirectrice, Sandrina Martins, en marge de l'Euro 2016. L'installation se déclinait sous le titre: ''Maportaliche/FC Kafka''
De janvier à juin 2012, Mustapha Benfodil était en résidence de création à Marseille à l’invitation du commissariat artistique de la manifestation Marseille-Provence
2013. Capitale européenne de la culture. Il y est intervenu avec un projet autour du thème du pilon (destruction des livres) en partenariat avec la bibliothèque d’Aix-Marseille Université. Il y a réalisé une œuvre intitulée : L’AntiLivre. Celle-ci donnera lieu à une exposition visuelle et une œuvre littéraire. 
Mustapha Benfodil vit et travaille à Alger où il est journaliste au quotidien El Watan. Comme reporter, il s’est rendu deux fois en Irak en pleine guerre (2003-2004) comme envoyé spécial du quotidien Liberté, expérience qu’il relate dans un récit au ton très personnel : Les six derniers jours de Baghdad – Journal d’un voyage de guerre. (Liberté – Casbah Éditions, Alger, 2003). Le 3 mai 2008, à l’occasion de la journée mondiale de la liberté de la presse, il a été distingué par le prix international Omar Ourtilane décerné par le journal El Khabar. 
Presse toujours, Mustapha Benfodil est l’auteur d’une biographie au vitriol du célèbre
caricaturiste algérien Ali Dilem : Dilem Président-Biographie d’un émeutier. Ayant fait l’objet d’un embargo éditorial en raison du ton jugé excessivement corrosif, de ce livre, l’auteur s’est résolu à mettre le manuscrit en accès libre sur la Toile via un blog. Il est aisément téléchargeable sur Google.
En 2008, alors qu'il se trouve en résidence d'écriture à Chenôve (près de Dijon), il crée un concept d'atelier d'écriture baptisé "MediaFictions", un protocole d’écriture expérimentale qui consiste à détourner le matériau médiatique à des fins littéraires et à  transcender l’information pour la faire poésie. À travers cet atelier, Mustapha Benfodil explore les champs de résonance et de dissonance entre deux registres de langage qui lui sont si familiers: la littérature et le journalisme. Depuis Chenôve, l'écrivain a eu à animer des ateliers "MediaFictions" un peu partout: ESJ Lille, Limoges, Marseille, Casa, Le Caire, Alexandrie, ainsi qu'à Alger (en partenariat avec la Fondation Friedrich Ebert).
En 2009, l'écrivain lance un cycle de lectures de rue en Algérie sous le concept : Pièces détachées – Lectures sauvages. Des lectures-happenings souvent réprimées par la police. Dans la foulée, il fonde avec les écrivains Kamel Daoud, Chawki Amari et Adlène Meddi, un groupe d’action citoyenne qui milite pour la réappropriation de l’espace public (alors que le pays est sous état d’urgence depuis 1992) : le groupe Bezzzef ! (1er novembre 2009). Lors de la présidentielle de 2014, il est membre fondateur du Mouvement BARAKAT (1er mars 2014), collectif citoyen qui s’était opposé à la candidature du président Abdelaziz Bouteflika- fortement diminué par la maladie - à un quatrième mandat.
Le 14 octobre 2017, à l'invitation de l'intellectuelle et féministe Wassyla Tamzali, Mustapha Benfodil a présenté une installation-Performance aux Ateliers Sauvages, à Alger, sous le titre: L'AntiLivre. Fragments de déchets littéraires. C'est la première fois que ce travail était montré à Alger. Auparavant, L'AntiLivre avait fait l'objet de nombreuses lectures, performances, installations: d'abord à Marseille où cette œuvre a été initialement créée (Espace culturel Fernand-Pouillon, Aix-Marseille Université, mai 2012), au Festival du Livre de la Canebière, à la Biennale des Arts de la rue Dream City (Tunis et Sfax, octobre 2012), au festival Masnaa, à Casablanca (avril 2013); au festival actOral de Marseille, dirigé par Hubert Colas (Musée d'art contemporain de Marseille, octobre 2013); au Théâtre de l'Aquarium, à Paris (septembre 2014); à la Bibliothèque nationale d'Alexandrie (octobre 2014), à l'invitation de l'Institut Français d'Alexandrie...  
En juillet 2017, Mustapha Benfodil a participé à la 20ème édition du festival de poésie Voix Vives de Méditerranée en Méditerranée, à Sète. Il avait participé au même festival, à l'été 2008, du temps où il était domicilié à Lodève. Dans le champ de la poésie toujours, l'auteur a fait paraître en mars 2018, en Angleterre, chez Hesterglock Press (maison dirigée par le poète Paul Hawkins), un recueil intitulé Cocktail Kafkaïne [Poésie noire]. Il s'agit d'une édition bilingue d'une partie de ses poèmes. Le recueil a été traduit vers l'anglais par Joe Ford.  
Le 1er novembre 2018 est paru chez Barzakh son quatrième roman: Body Writing. Vie et mort de Karim Fatimi, écrivain (1968-2014). Ce roman-document aborde, entre autres, les événements d'Octobre 1988 à partir des notes personnelles de l'auteur prises sur le vif, à Boufarik, ainsi qu'à l'université de Bab-Ezzouar (USTHB) où il était étudiant en mathématiques. En septembre 2019, Body Writing parait aux éditions Macula, à Paris, sous le titre: Alger, journal intense.
En septembre-octobre 2019, il écrit sa pièce Fièvres dont le sujet résonne avec le soulèvement populaire qui secoue l'Algérie depuis le 22 février 2019. Il s'agit d'une commande de la compagnie El Ajouad et son metteur en scène, Kheireddine Lardjam. Ce texte a été écrit au cours d'une résidence à La Chartreuse, à Villeneuve-Lez-Avignon.
Le 20 octobre 2020, Mustapha Benfodil s'est vu décerner le Prix littéraire Mohammed Dib pour son roman Body Writing. Il a dédié ce prix au journaliste Khaled Drareni qui a été condamné à deux ans de détention, ainsi qu'à tous les prisonniers politiques et les détenus d'opinion.
En 2023, Mustapha Benfodil a publié son cinquième roman, Terminus Babel, paru en coédition chez Barzakh, à Alger, et aux éditions Macula, à Paris.
La même année, il a obtenu une bourse du Centre National du Livre (CNL) pour un nouveau projet romanesque intitulé Les Bienveillants, roman qu'il a achevé en janvier 2025 et qu'il a finalement intitulé Oasis Vertige.
Parallèlement à l'écriture de son nouveau roman, Mustapha Benfodil a travaillé sur une nouvelle pièce de théâtre intitulée Generations radieuses. La pièce traite des essais nucléaires français en Algérie. Il s'agit d'une commande de son ami le metteur en scène Kheireddine Lardjam, directeur artistique de la compagnie El Ajouad. La pièce a été achevée le 13 février 2025, une date à forte connotation symbolique: elle marque le 65e anniversaire du premier essai nucléaire français dans le Sahara algérien, en l'occurrence l'opération Gerboise Bleue exécutée le 13 février 1960 à Reggane. 
Mustapha Benfodil partage sa vie avec l’artiste Amina Menia. Le 14 février 2010, ils devinrent parents d’une petite fille prénommée Leïla. Des dessins de sa fille figurent dans le roman Body Writing.  
Le 12 septembre 2017, Amina et Mustapha eurent une deuxième fille: Nina. Mustapha Benfodil a coutume de dire: «Mes filles sont mon seul et unique chef-d'œuvre».  

## Romans
- Zarta !, roman, Alger, Barzakh, 2000  (ISBN 9961-892-08-9)
- Les Bavardages du Seul, roman, Alger, Barzakh, 2003  (ISBN 9961-892-51-8)
- L'homme qui voulait changer le monde à huit heures moins le quart, nouvelle parue dans le numéro 18 de la revue La Pensée du midi, mai 2006
- Bazar de l'Amour à Alger suivi de: Petit dictionnaire des amours algéroises (La Pensée de Midi, 2006)
- Temps Maure (La Pensée de Midi, 2010)
- Le Visiteur, nouvelle publiée dans la revue 9 de cœur (ex Dada)
- Archéologie du chaos (amoureux), roman, Alger, Barzakh, 2007 : réédition Ed. Al Dante, 2012  (ISBN 978-2-84761-830-3)
- La Solitude du pantalon/Pasolini à Alger (Nouvelles)
- Bibliocaust (documenta14)
- Body Writing. Vie et Mort de Karim Fatimi, écrivain (1968-2014). Barzakh, 2018.
- L'AntiLivre (Objet Verbeux Non Identifié)
- Alger, journal intense, Paris, Éditions Macula, 2019  (ISBN 978-2-86589-119-1)
- Terminus Babel, Paris, Éditions Macula, 2023  (ISBN 978-2-86589-146-7)
- Oasis Vertige. (2025)

## Poésie
- À la santé de la République, (A la mémoire de Tahar Djaout, Prix spécial du jury aux Poésiades de la ville de Béjaïa, 1993).
- Cocktail Kafkaïne : Poésie noire. Recueil bilingue. Trad. de l'anglais par: Joe Ford. Hesterglock Press, Bristol, 2018.
- Pâles vénustés de caserne (1997-1998, écrits pendant son service militaire à Sidi Bel Abbès et Djelfa)
- Matoub mon Qassaman! (pour Lounès Matoub, assassiné le 25 juin 1998)
- Je me suis roulé un Juillet levantin, juillet 2006.
- Darwish Graffiti/ Ode à la digne extinction de la métaphore (Pour Mahmoud Darwish, 2008).
- شظايا /Débris d'un poème trouvé là. In Ma mère a refusé que quiconque écrive sur nos corps et autres lettres de Palestine. Marseille, éditions Le Port a jauni. 2024.
- "ماللي مات حسني ما بقاش حب" / "La syntaxe tremblante des rescapés" suivi de "La Palestine n'a pas d'intimité". Revue Fassl n°9. Editions Motifs. 2025.

## Théâtre
- Zizi dans le métro, éd. Gare au théâtre, 2001
- Ca va merder à l'Élysée (bocal à trois, Paris-Alger-Tunis), éd. Gare au théâtre, 2002
- France 0 - Uruguay 0 (Bocal varois), éd. Gare au théâtre, 2003
- Papa, c'est quoi un faux barrage? (Gare au Théâtre, Petites Comédies de l'Eau, Vitry Sur Seine, 2004)
- Dijla/Le Tigre (Gare au Théâtre, Petites Comédies de l'Eau, Vitry Sur Seine, 2004)
- Clandestinopolis (2006), éd. L'Avant-scène théâtre, 2008  (ISBN 978-2-7498-1054-6)
- Made in Dieu (2008)
- De mon hublot utérin je te salue humanité et te dis blablabla (Les Rencontres à l'Echelles, Marseille, 2009; créée en mars 2011 au Théâtre des Salins, Martigues)
- Les Borgnes ou Le Colonialisme Intérieur Brut (créée en janvier 2012 à l'ARC-Scène nationale du Creusot, m.e.s Kheiredine Lardjam, Cie El Ajouad)
- Bac+ Noces ou Trig El Lici (Cie La Fédération dirigée par Philippe Delaigue, Lyon, 2010)
- Le Point de vue de la Mort, éd. Al Dante, 2013. (Créée sous le titre: End/Igné, m.e.s Kheiredine Lardjam, Cie El Ajouad)
- Générations radieuses. (2025). Pièce en voie de création par la compagnie El Ajouad.

## Ouvrage divers et collectifs
- Les six derniers jours de Baghdad : journal d'un voyage de guerre, SAEC/Casbah, 2003
- Paris-Alger, classe enfer, parue dans Les Belles étrangères / 13 écrivains algériens, ouvrage collectif, Paris, L'Aube / Barzakh, 2003
- Alger Nooormal, divers, collectif, avec M. Ali Allalou, Aziz Smati, J.-P. Vallorani, éd. Françoise Truffaut, 2005  (ISBN 2951661460)
- Dilem Président : biographie d'un émeutier, inédit, 2002, 2008
- La Littérature est-elle une langue de bois? Texte d'une conférence donnée à la Bibliothèque nationale en mars 2007 dans le cadre d'un colloque de la Fondation Benzine sur le thème: "Art en Engagement".
- Le Roman de Charcot, fruit d'un atelier d'écriture sous le titre "MédiaFictions" organisé à Chenôve en mars-avril 2008
- Art, Action et Esthétique de la révolte (revue Lignes, 2011)
- Noms (pas très) propres, (théâtre du Rond-Point)
- Pouvoirs et Funérailles in Les Années Boum (sous la direction de Mohamed Kacimi, ed. Chihab, Alger, 2016)
- Contribution à l'ouvrage Bidonvilles contre Bétonvilles de Rachid Sidi Boumedine (APIC, 2016)